# Annie Thorisdottir
Annie Mist Thorisdottir (Islandés: Anníe Mist Þórisdóttir) (Reikiavik, Islandia, 18 de septiembre de 1989) es una atleta profesional de CrossFit islandesa. Es copropietaria del box CrossFit Reykjavik, donde también es entrenadora.

## Biografía
A los 8 años Annie comenzó haciendo gimnasia durante nueve años y después empezó como bailarina de ballet, practicándolo durante dos años. Su gran afición por el deporte hizo que se aficionase al salto con pértiga donde entrenó de forma intensiva durante dos años de cara a los Juegos Olímpicos de 2012.

### CrossFit
El CrossFit terminó siendo uno de sus deportes favoritos después de que en 2009, un amigo le hablase sobre una la primera competición que se celebraba en Islandia y le enseñó los ejercicios más comunes de este deporte. Sorprendentemente, Annie quedó ganadora de en su primera competición.
Su afición por el CrossFit fue en aumento y decidió dar un paso más para competir en los CrossFit Games con 19 años. Trató de aprender y entrenar todo lo posible durante los dos meses previos a la competición a tan solo un evento para llegar a la final, Annie se encontraba en la segunda posición. Debía hacer muscle-ups (dominada completa) y nunca había hecho ninguno, por lo que tuvo que aprender en la propia competición, terminando las repeticiones y acabando undécima. Le sorprendió que el CrossFit comprendiese tantas disciplinas diferentes en un solo deporte, ya que ella siempre se había dedicado a tan solo una en concreto.

### Atleta profesional
Tras dos años compitiendo y entrenando para conseguir buenos resultados, consiguió proclamarse campeona de los CrossFit Games 2011 y 2012.
Annie, junto a Tia-Clair Toomey y Katrin Davisdottir, son las únicas mujeres en ganar al menos en dos ocasiones los CrossFit Games. Además, cuenta también con un segundo puesto en los CrossFit Games 2010 y 2014, más un tercero en 2017 y en 2021. En 2016, su compatriota Katrin Davisdottir con la que comparte una empresa de fitness, igualó su récord ganando en los juegos de 2015 y 2016, mientras que la australiana Tia-Clair Toomey consiguió su quinta competición consecutiva en 2021, ganando los CrossFit Games de 2017, 2018, 2019, 2020 y 2021.
Terminó en la primera posición de la categoría femenina en la Dubai Fitness Competition de 2013, ganando más de 650,000 dirhams (160.000 euros). Además, consiguió demostrar su gran estado físico cuando derrotó al jugador de la NFL Justin Forsett, en un concurso de push-ups cuando ella regresaba de una lesión en la espalda.
Annie ganó la Dubai Fitness Championship en 2017 por delante de atletas como Laura Horvath y Kara Webb.
En 2020, Annie compitió en los Crossfit Open embarazada (pese a no saberlo en ese momento), y anunció su embarazo solo unas semanas después de la finalización de los Open. Tras no competir durante la temporada del 2020, volvió en 2021 para terminar tercera en los Games. Esto la convierte en la primera mujer en volver al podium de los Crossfit Games menos de un año tras dar a luz (11 de agosto de 2020 - 1 de agosto de 2021). Tras esto además, consiguió un segundo puesto en el Rogue Invitational de 2021, que se celebró el fin de semana del 29-31 de octubre.

## Palmarés
| Workout        | Tiempo          |
| -------------- | --------------- |
| Fran           | 2:37            |
| Grace          | 1:20            |
| Filthy 50      | 15:07           |
| Fight Gone Bad | 460             |
| Técnico        | Peso            |
| Clean & Jerk   | 108 kg (238 lb) |
| Snatch         | 92 kg (203 lb)  |
| Deadlift       | 170 kg (375 lb) |
| Back Squat     | 125 kg (276 lb) |
| Pull-ups       | 80 reps         |